# 游應龍
游應龍（？—1586年），字廷從，號念園，福建興化府莆田縣人，軍籍，明朝政治人物。

## 生平
萬曆七年（1579年）己卯科順天府鄉試第二名舉人，萬曆八年（1580年）庚辰科會試第五十四名，登三甲第九十一名進士。户部觀政，本年授增城知县，十三年充本省乡试同考官，十四年行取，以丁外艰哀毁过当，卒于家。

## 家族
曾祖游孟琰；祖父游訓；父游義程。母黃氏；繼母溫氏；繼母陳氏。子二：云章、云京。 